# سیارک ۱۳۴۷۴
سیارک ۱۳۴۷۴ (به انگلیسی: 13474 Vʹyus، نامگذاری:1973QO1) سیزده هزار و چهارصد و هفتاد و چهارمین سیارک کشف شده‌است که در ۲۹ اوت ۱۹۷۳ کشف شد.
قدر مطلق سیارک برابر ۲۶.۹ است.